# European Qualifications Framework
European Qualifications Framework är ett EU-initiativ för att åstadkomma ett gemensamt referensverk för att möjliggöra jämförelse och översättning mellan olika länders utbildningsnivåer/utbildningssystem.
European Qualifications Framework antogs formellt av Europaparlamentet och Europeiska kommissionen 23 april 2008.
Referensverket använder åtta nivåer som bygger på resultat av lärande (som uttrycks i kunskaper, färdigheter och kompetens), där nivå åtta är den högsta nivån. Tanken är att flytta fokus från insatsfaktorer (lärandets längd, typ av institution) till vilka kunskaper och färdigheter, Learning outcome (LO) en person med en viss kvalifikation faktiskt har. De åtta nivåerna täcker hela spannet av kvalifikationer, från sådana som uppnåtts i slutet av den obligatoriska utbildningen till kvalifikationer på högsta akademiska utbildningsnivå eller yrkesutbildningsnivå. Varje nivå bör i princip kunna uppnås genom olika utbildnings- och karriärvägar.
Syftet med European Qualifications Framework är att underlätta mobilitet och underlätta livslångt lärande.
EU-kommissionen rekommenderar varje deltagande land att fastställa ett nationellt ramverk för kvalifikationer (NQF) som relateras till European Qualifications Framework. Varje land ska också ha en nationell samlingspunkt (NSP) som bl.a. ansvarar för implementeringen av European Qualifications Framework i det egna landet. I Sverige är Myndigheten för yrkeshögskolan landets nationella samlingspunkt.